# Dolní Bukovsko
Dolní Bukovsko település Csehországban, a České Budějovice-i járásban. Dolní Bukovsko Žimutice, Modrá Hůrka, Neplachov, Bošilec, Hluboká nad Vltavou, Dynín, Drahotěšice, Mažice, Sviny, Zálší és Hartmanice településekkel határos. Lakosainak száma 1696 fő (2024. január 1.).

## Népesség
A település lakosságának változását az alábbi diagram mutatja:
| Lakosok száma | 2833 | 2518 | 2500 | 1833 | 1567 | 1426 | 1749 | 1739 | 1674 | 1696 |
|               | 1869 | 1890 | 1921 | 1950 | 1980 | 2001 | 2017 | 2019 | 2022 | 2024 |